# Kwilno (Łódź)
Pour les articles homonymes, voir Kwilno.
Kwilno est une localité polonaise de la gmina et du powiat de Zgierz en voïvodie de Łódź.